# Campionati del mondo di ciclismo su strada 2022 - Gara in linea maschile Elite
La gara in linea maschile Elite dei Campionati del mondo di ciclismo su strada si è svolta il 25 settembre 2022 su un percorso di 266,9km, con partenza da Helensburgh e arrivo da Wollongong, nel Nuovo Galles del Sud, in Australia. La vittoria è stata appannaggio del belga Remco Evenepoel, il quale ha completato il percorso in 6h16'08", alla media di 42,575 km/h, precedendo il francese Christophe Laporte e l'australiano Michael Matthews.
Sul traguardo di Wollongong 103 dei 169 corridori partiti da Helensburgh hanno portato a termine la competizione.

## Percorso
Partiranno da Helensburgh, seguendo la strada pianeggiante lungo la costa orientale dell'Australia verso sud arriveranno nel centro di Wollongong, quindi percorreranno un circuito di 34,2 km con il Mount Keira (8,7 km con 5% di pendenza media e 15% di pendenza massima), quindi un circuito cittadino da 17,1 km con il Mount Ousley e il Mount Pleasant (1,1 km con 7,7% di pendenza media e 14% di pendenza massima) da affrontare per 12 volte, per un totale di 3945 metri di dislivello. Il traguardo si troverà lungo l'Oceano Pacifico.

## Squadre e corridori partecipanti
Il numero di partecipanti per paese è determinato da criteri stabiliti dall'Unione Ciclistica Internazionale (UCI), che tiene conto del ranking mondiale UCI per paese del 16 agosto 2022. La distribuzione è la seguente: 8 partecipanti per le prime 10 nazioni classificate, 6 partecipanti per le nazioni classificate da 11 a 20, 4 partecipanti per le nazioni classificate da 21 a 30 e 1 partecipante per le nazioni classificate da 31 a 50. Il campione in carica Julian Alaphilippe può prendere parte all'evento in aggiunta alla quota assegnata alla propria nazione.
| N.      | Cod. | Squadra       |
| ------- | ---- | ------------- |
| 1-9     | FRA  | Francia       |
| 10      | ECU  | Ecuador       |
| 11-18   | BEL  | Belgio        |
| 19-26   | ESP  | Spagna        |
| 27-34   | NLD  | Paesi Bassi   |
| 35-40   | SVN  | Slovenia      |
| 41-48   | DNK  | Danimarca     |
| 49-56   | GBR  | Gran Bretagna |
| 57-62   | COL  | Colombia      |
| 63-70   | AUS  | Australia     |
| 71-78   | ITA  | Italia        |
| 79-84   | CHE  | Svizzera      |
| 85-90   | NOR  | Norvegia      |
| 91-96   | GER  | Germania      |
| 97-102  | ERI  | Eritrea       |
| 103-107 | USA  | Stati Uniti   |
| 108-111 | PRT  | Portogallo    |
| 112-114 | ZAF  | Sudafrica     |
| 115-118 | CAN  | Canada        |
| 119     | NZL  | Nuova Zelanda |
| 120-122 | POL  | Polonia       |
| 123-125 | CZE  | Rep. Ceca     |
| 126-128 | AUT  | Austria       |
| 129-131 | KAZ  | Kazakistan    |
| 132     | LAT  | Lettonia      |

| N.      | Cod. | Squadra            |
| ------- | ---- | ------------------ |
| 133-136 | LUX  | Lussemburgo        |
| 137     | HUN  | Ungheria           |
| 138-139 | UKR  | Ucraina            |
| 140     | ARG  | Argentina          |
| 141-144 | SVK  | Slovacchia         |
| 145-146 | MNG  | Mongolia           |
| 147     | JPN  | Giappone           |
| 148     | LTU  | Lituania           |
| 149     | SWE  | Svezia             |
| 150-151 | PAN  | Panama             |
| 152     | GRC  | Grecia             |
| 153     | MAR  | Marocco            |
| 154     | ISR  | Israele            |
| 155     | UZB  | Uzbekistan         |
| 156     | TUR  | Turchia            |
| 157     | BRA  | Brasile            |
| 158-159 | RWA  | Ruanda             |
| 160-161 | THA  | Thailandia         |
| 162     | SRB  | Serbia             |
| 163     | HKG  | Hong Kong          |
| 164-165 | CHN  | Cina               |
| 166     | KOR  | Corea del Sud      |
| 167     | MON  | Monaco             |
| 168     | MLT  | Malta              |
| 169     | VAT  | Città del Vaticano |

## Classifica (Top 10)
| Pos. | Corridore          | Squadra       | Tempo    |
| ---- | ------------------ | ------------- | -------- |
| 1    | Remco Evenepoel    | Belgio        | 6h16'08" |
| 2    | Christophe Laporte | Francia       | a 2'21"  |
| 3    | Michael Matthews   | Australia     | s.t.     |
| 4    | Wout Van Aert      | Belgio        | s.t.     |
| 5    | Matteo Trentin     | Italia        | s.t.     |
| 6    | Alexander Kristoff | Norvegia      | s.t.     |
| 7    | Peter Sagan        | Slovacchia    | s.t.     |
| 8    | Alberto Bettiol    | Italia        | s.t.     |
| 9    | Ethan Hayter       | Gran Bretagna | s.t.     |
| 10   | Mattias Skjelmose  | Danimarca     | s.t.     |